# 丸栄タオル
丸栄タオル株式会社（まるえいタオル）は、愛媛県今治市南高下町に本社を置くタオルメーカー。

## 概要
タオル製品のOEM生産を手がける他、「idee zora」や「CHRIS MESTDAGH」などといった自社ブランドタオルなどの生産・販売を行っている。
また「今治浴巾（よっきん）」という直営店を首都圏（銀座、丸の内、横浜、二子玉川、代官山）のほか、京都、福岡に展開している。
「浴巾」はタオルの昔の呼び方で、店名には伝統と技を受け継ぐとの思いが込められている。

## 事業所
- 本社・工場（愛媛県今治市南高下町）
- 東京オフィス（東京都中央区銀座）

## 沿革
- 1958年 - 丸栄タオル工場として創業。
- 1989年 - 「丸栄タオル株式会社」設立。
- 2012年 - 東京都千代田区のパレスホテル東京内に3店舗目となる直営店舗（今治浴巾丸の内店）を出店[1]。
- 2014年
  - 1月 - 神奈川県横浜市に直営店舗（今治浴巾横浜元町店）を出店[1]。
  - 3月･4月 - 織機4台と、縦糸の並びを整えるサンプル整経機を導入、生産力を2割引き上げ[2]。
  - 8月 - 今治浴巾二子玉川店を開店。
- 2015年
  - 3月 - 今治浴巾代官山店を開店。
  - 10月 - 今治浴巾京都店を開店。
- 2016年12月 - 今治浴巾福岡店を開店。
- 2018年1月 - 新社屋が完成。